# Scream If You Wanna Go Faster (singolo)
Scream If You Wanna Go Faster è il secondo singolo estratto dal secondo omonimo album della cantante pop britannica Geri Halliwell, Scream If You Wanna Go Faster.
Il singolo è stato pubblicato dall'etichetta discografica EMI il 30 luglio 2001 e ha raggiunto la posizione numero otto della classifica britannica dei singoli.

## Tracce e formati
UK & Europe CD1

(Pubblicato il 30 luglio 2001)
1. "Scream If You Wanna Go Faster" - 3:24
2. "New Religion" - 3:05
3. "Breaking Glass" - 3:37

UK & Europe CD2

(Pubblicato il 30 luglio 2001)
1. "Scream If You Wanna Go Faster" - 3:24
2. "Scream If You Wanna Go Faster" [Sleaze Sisters Anthem Edit] - 4:58
3. "Scream If You Wanna Go Faster" [Rob Searle Edit] - 4:25
4. "Scream If You Wanna Go Faster" [Burnt Remix] - 7:07

European 2-Track CD Single (Version 1)

(Pubblicato il 30 luglio 2001)
1. "Scream If You Wanna Go Faster" - 3:24
2. "New Religion" - 3:05

European 2-Track CD Single (Version 2)

(Pubblicato il 30 luglio 2001)
1. "Scream If You Wanna Go Faster" - 3:24
2. "It's Raining Men" [Album Version] - 4:19

Australian CD Maxi

(Pubblicato il 10 settembre 2001)
1. "Scream If You Wanna Go Faster" - 3:24
2. "Scream If You Wanna Go Faster" [In The Name Of Charlie Rapino] - 5:02
3. "Scream If You Wanna Go Faster" [Sleaze Sisters Anthem Mix] - 8:02
4. "Scream If You Wanna Go Faster" [Burnt Remix] - 7:07
5. "It's Raining Men" [Almighty Mix] - 8:12

## Classifiche
| Paese             | Posizione massima |
| ----------------- | ----------------- |
| Regno Unito       | 8                 |
| Italia            | 9                 |
| Belgio (Fiandre)  | 18                |
| Belgio (Vallonia) | 20                |
| Australia         | 40                |
| Svizzera          | 62                |
| Paesi Bassi       | 66                |